# Okres
 (mai 2025).
Si vous disposez d'ouvrages ou d'articles de référence ou si vous connaissez des sites web de qualité traitant du thème abordé ici, merci de compléter l'article en donnant les références utiles à sa vérifiabilité et en les liant à la section « Notes et références ».
Le terme okres (prononcé [ˈɔkrɛs] en tchèque et en slovaque, pluriel : okresy) désigne un type de division administrative en Tchéquie et en Slovaquie. En français, il est généralement traduit par « district ». Il est équivalent au Landkreis allemand ou au powiat polonais. Les okresy portent le nom de leur chef-lieu et sont subdivisés en communes (obce).